# Nemorimyza lebongi
Nemorimyza lebongi är en tvåvingeart som beskrevs av Beri och Ipe 1971. Nemorimyza lebongi ingår i släktet Nemorimyza och familjen minerarflugor. Inga underarter finns listade i Catalogue of Life.